# Polarmuseum
Das Polarmuseum (norwegisch Polarmuseet) in der nordnorwegischen Stadt Tromsø zeigt Ausstellungen über norwegische Polarexpeditionen und Fangtraditionen in den Polargebieten. Dazu zählen Sonderausstellungen über Eisbären und das Forschungstreiben von Fridtjof Nansen und Roald Amundsen. Die Universität Tromsø ist Betreiber des Museums, das Anfang 2010 mit dem Tromsø Museum fusionierte.
Die Eröffnung des Museums im Jahr 1978 fiel auf den 50. Jahrestag, an dem Roald Amundsen im Rahmen einer Rettungsaktion zu seiner letzten Polarfahrt aufbrach, von der er nicht zurückkehrte: Von Tromsø aus war der Polarforscher mit einem Flugboot vom Typ Latham 47 und seiner Besatzung Richtung Spitzbergen geflogen, um nach Umberto Nobile und dem Luftschiff Italia zu suchen.
Das Polarmuseum befindet sich im Gebiet des Freilichtmuseums Skansen und gehört zu einer Reihe von Seebrückenhäusern, die den Bryggen in Bergen ähneln. Das Museum ist in der ehemaligen Zollstation Toldbodbrygga untergebracht, die dem Zoll bis 1970 als Speicher und Verwaltungsgebäude diente. Die 1833 errichtete Zollstation ist seit 2000 zusammen mit der gesamten Häuserreihe vom „Reichsantiquar“ (Riksantikvar) als schützenswertes Kulturgut anerkannt.

## Ausstellungen
- Winterjagd (Overvintringsfangst)
- Plukkfangst – eine Art der Robbenjagd
- Früheste Jagdperioden (Tidligste Fangstperiode)
- Roald Amundsen
- Fridtjof Nansen – die erste Polarfahrt (Fridtjof Nansen – den første polferden)
- Kunst der Polargebiete (Polar Kunst)
- Nordwestpassage (Nordvestpassasjen)